# Eleição para primeiro-ministro de Israel em 2001
A eleição para primeiro-ministro de Israel em 2001 foi realizada em 6 de fevereiro daquele ano para eleger o novo primeiro-ministro israelense. Foi a terceira e última vez em que foi realizada uma votação separada e direta para o cargo de premiê do país desde a aprovação da Lei Básica do Primeiro-Ministro em março de 1992. Mas diferentemente das duas eleições anteriores, não houve eleição simultânea para eleger os 120 membros do Knesset.
O pleito para primeiro-ministro foi antecipado após a renúncia do então premiê Ehud Barak, do partido de centro-esquerda Trabalhista, em 9 de dezembro de 2000. Barak concorreu à reeleição contra Ariel Sharon, líder do partido oposicionista de direita Likud. O cenário político era turbulento, incluindo um impasse nas negociações de paz entre israelenses e palestinos após a fracassada em Cúpula de Camp David em 2000. Barak, que havia assumido o cargo com a promessa de buscar a paz, enfrentou críticas por não ter alcançado um acordo e por outros problemas durante seu mandato.
A participação dos eleitores foi de 62%, a mais baixa em qualquer eleição nacional realizada em Israel. A eleição resultou na vitória de Sharon com uma margem significativa sobre Barak. O candidato desafiante recebeu 1 698 077  votos (62.38% do total), ante 1 023 944 votos (37.62% do total) do candidato situacionista. Sharon assumiu o cargo de primeiro-ministro e formou um governo que refletia uma mudança na política israelense em relação ao processo de paz e à abordagem em relação aos palestinos.